# Уральский строитель
«Уральский строитель» — профессиональная отраслевая газета, издаваемая в городе Уральске (Казахская ССР) трестом Уральскпромстрой с 1968 по 1992 год. В данный момент газета не издается.

## Описание
Газета «Уральский строитель» выходила на 4 полосах формата А3 с периодичность 1 раз в 2 недели тиражом 2000 — 3000 экземпляров. Издавалась трестом Уральскпромстрой. Газета распространялась по подписке среди работников. Цена номера — 1 коп. В издании описывались текущие вопросы строительной отрасли и достижения строительно-монтажных подразделений треста. Публиковались зарисовки о работниках треста. В поздний период начали выходить аналитические и критические статьи о деятельности подразделений треста «Уральскпромстрой». Критика, в частности, касалась объектов строительной индустрии, которые не были нужны ни области, ни городу, но были навязаны тресту Министерством тяжелой промышленности СССР.

## Факты о газете
«Уральский строитель» печатался в Областной типографии.(Сейчас типография «Дастан»). Печать была одноцветной. В праздничных номерах титульная страница печаталась красным или синим цветом. В конце 1980-х в газете на некоторое время появилась 5 полоса в виде одного листа формата A3.
В газете «Уральский строитель» никогда не публиковалась программа телепередач и кроссворды. В конце 80-х, с переходом треста на хозрасчетные отношения и договорные цены, газета начала публиковать коммерческую рекламу.

## История
В конце 1960-х начале 1970-х в связи с масштабным развитием градостроительства в городе Уральске строительный трест Уральскпромстрой начинает выпуск собственной газеты. Первым редактором «Уральского строителя» стал Борис Мурашкинцев, пришедший в газету из областного многотиражного «Приуралья». С конца 1970-х редакция размещается на 4-этаже здания управления треста по адресу пр-т Ленина 203. В те годы редакцию возглавила Коротина А. М.. Журналисты газеты ведут репортажи со всех крупных жилищных и промышленных строек города. В 70-80-х «Уральский строитель» был одной из четырёх крупнейших отраслевых газет города Уральска по тиражу. В конце 1980-х, когда трест разделился на 2 субъекта, занимавшихся промышленным и жилищным строительством, читателями газеты остались в обоих коллективах. В дополнении к этому подписчиками газеты стали работники треста Уральсксельстрой. В начале 90-х в связи с распадом Советского Союза, экономическим кризисом, остановкой производства и началом приватизации прекращает существование трест Уральскпромстрой. В 1992 году закрывается газета «Уральский строитель».

## Редакция
Мурашкинцев Борис — первый редактор газеты (1970-е)
Коротина Альвина Максимовна — редактор (1970 — 1980-е)
Филатова Нина Григориевна — корреспондент (литсотрудник) (1980-е), редактор (1990-е)
Губанов Юрий — фотокорреспондент
Пышкин Василий — фотокорреспондент